# ソルスティスII
『ソルスティスII』（-ツー、Solstice II）は、エピックソニーレコード（現・エピックレコードジャパン）から発売されたスーパーファミコン用ゲームソフト。発売日は1993年11月12日。ファミリーコンピュータ用ゲームソフト『ソルスティス 三次元迷宮の狂獣』（1990年）の続編である。

## 概要
前作と同様のクォータービュー方式のアクションゲームであるが、部屋やブロックが大型化し、巨大なボスキャラクターも登場するようになった。
前作では敵からは基本的に逃げるだけだったが、本作では武器による攻撃が可能となっている。また、主人公がゲームの進行にしたがって成長していくというRPG的要素も加わっており、前作とはかなり別物のような作品となっている。英語版wikipediaの記述によると、元々は日本製RPGのように町やダンジョンがフィールド上に点在し、その中で一つのストーリーを展開していく予定だったものが、開発期間の関係で成長要素だけが残った、ということであるらしい。日本国外版のタイトルも『Equinox』（分点の意）で、実は『Solstice』のIIではない。

## ゲーム内容
ゲームは地上からスタートし、煙の立ちのぼる茶色いドーム状のシェルターに接触することでダンジョンに入ることができる。最初の目的はダンジョン内に落ちている紫色の球状のアイテム「トークン」で、これは1つのステージに12個ある。12個すべてを集めるとダンジョンの特定の部屋に「ガーディアン」と呼ばれるボスキャラクターが出現し、これを見つけだして倒すことで、橋の上で行く手を阻む「ガーディアンの霊魂」が消滅して次のステージへ進めるようになる。
ライフポイントとマジックパワー
主人公には「ライフポイント」と「マジックパワー」が設定されている。
ライフポイントはRPGのヒットポイントというよりも残機（プレイヤーストック）としての意味合いが強く、敵やトゲに接触したり自動ドアに挟まれたりすると0.5ポイント減って（このときアクションゲームのミス時のような主人公が破裂して消滅する演出が入る）その部屋に入った状態からやり直しになる。ライフポイントが無くなるとゲームオーバーとなり、最後にセーブした状態からやり直しになる。
マジックパワーはRPGと同じく魔法を使うたびに消費し、残量が使用する魔法の消費量に満たないとその魔法を使うことができない。
ライフポイント・マジックパワーともそれぞれアイテムなどで回復が可能で、特定の条件を満たすごとに最大値が1ポイントずつ増えていく。
セーブ
セーブはバッテリーバックアップ方式で、ダンジョンの出入口にあたる部屋で降りてくる縄梯子に掴まる、ガーディアンを倒す、特定の魔法を使う、のいずれかで行うことができる。セーブデータ（ファイル）は全部で4つあるが、セーブは常に選択したデータに上書きされる形で行われ、セーブ時にデータを選択することはできない。

## ストーリー
偉大なる魔術師シャダックスが悪の帝王モルビスを倒してから15年の歳月が流れ、ガラドニア王国の人々は平和な日々を過ごしていた。しかしある日、シャダックスの一番弟子であるソニアが古代の魔法を手に入れ、謀反を企てた。ソニアによってシャダックスは氷の要塞に幽閉され、地上には魔物が放たれた。ガラドニアは嵐と疫病に見舞われ、全ての民が死に怯える暗黒の日々が訪れたのだった。
シャダックスの息子グレンダールはまだ魔術も十分に使えず、なす術もなく途方に暮れていた。しかし頭に響いた父の声により自分を奮い立たせ、父を救うべく果てしない試練の旅に出るのだった。

## 登場キャラクター

### メインキャラクター
グレンダール
本作の主人公。見習い魔術師だが、父を救いガラドニアに平和を取り戻すべく冒険の旅に出る。父とは全く異なる、ターバンを身につけたアラビア風の衣装を着ている。
シャダックス
グレンダールの父親であり、前作の主人公。北の海の「デスアイランド」にある氷の要塞「アイスパラス」に囚われている。エンディングに登場する。
ソニア
シャダックスの一番弟子だった女魔術師。本作の最終ボスでもあり、デスアイランドでグレンダールを待ち受ける。ゲーム上の特徴については#ガーディアンを参照。

### モンスター

#### 地上のモンスター
レイア（LAIA）
地面の井戸や穴、海中の渦から出現する巨大なコウモリのようなモンスター。戦闘フィールドを左右に飛んだのちに静止し、急降下で体当たりしてくる。頭が弱点だが普段は攻撃が届かないので、急降下時に狙う必要がある。
トロル（TROLL）
空中に浮かぶ雲から出現する巨人。戦闘フィールド内をジャンプで動き回る。上半身が弱点。

#### ダンジョン内のモンスター
それぞれ緑・青・赤・白の4種類がいて、その順番に耐久力が増していく。
ゴースト（GHOST）
床の上をフワフワと移動する幽霊。一定の軌道で動くものと壁などにぶつかることで方向転換するものがいる。赤と白のゴーストは、耐久力が高いだけでなく移動速度も速い。
ナイト（KNIGHT）
鋼鉄の鎧に身を包んだ騎士。鎧はとても硬く、隙間のある背中以外への攻撃は効果が無い。ゴーストと同じく、一定の軌道を動くものと壁などで方向転換するものがいる。
スピニングデビル（SPINNING DEVIL）
筋肉質の人型のモンスター。普段は竜巻状の姿でランダムに動き回っているが、時おり人型の本体を現して動きを止める。無敵時間が存在するわけではなく、人型・竜巻状どちらの状態でも攻撃可能。
スライム（SLIME）
丸い形状の軟体のモンスター。ジャンプでグレンダールに迫ってくる。

#### ガーディアン
各ダンジョンのボスとなる敵たち。動きや攻撃にはランダム性がなく、数種類のパターンを決まった順序で繰り返すようになっている。
ボンヘッド（BONE HEAD）
ガラドニア（第1ステージ）のガーディアン。巨大な頭蓋骨のような姿で、部屋の隅で往復したり部屋いっぱいに高速で動き回ったりする。時おりゴーストを呼び出して部屋の中央で静止するが、この間は攻撃が効かない。
ダグダグ（DUG-DUG）
トーリ（第2ステージ）のガーディアン。岩山のような姿で、地面から出現したり潜ったりしながら動き、正面へ岩を転がしてくる。
トーテンポール（TOTEM POLE）
デッソ（第3ステージ）のガーディアン。名前どおり柱状のトーテムポールのような姿で、四角形を描くように移動して体当たりしてくる。
ピンチャ（PINCHER）
アトレーナ（第4ステージ）のガーディアン。巨大なカニの怪物で、頻繁に部屋中を高速で動き回る強敵。目が弱点だが、止まってハサミを振っている時でないと攻撃が当たらない。
ドロップ（DROP）
カグミール（第5ステージ）のガーディアン。雲のような姿をしており、大小のジャンプを繰り返しながら部屋の四方へと動き回る。時おり大ジャンプののち部屋の中央で静止し、スライムを呼び出す。ボンヘッドと同じく、この状態ではスライムを全滅させるまでは無敵。
アイシス（ISIS）
アフラローナ（第6ステージ）のガーディアン。頂上に目がついたピラミッドのような姿をしている。四角形を描くように動いたのち、部屋の中央で四方へ岩を転がしてくる。
ビリーボーン（BILLY,BONE）
ゆうれい船（第7ステージ）のガーディアン。大砲にしがみついて動く骸骨船長。周囲へ大砲を連発したのち、部屋に沿って動き回る。
ソニア（SONIA）
アイスパラス（第8ステージ）の最奥にいる、本作の最終ボス。テレポートで出現し、突き出した両手からアメーバ状の生物を飛ばしたり正面へ突進したりして攻撃する。

## スタッフ
- デザイン、開発：Software Creations
- エグゼクティブ・プロデューサー：丸山茂雄、オラフ・オラフソン
- チーフ開発者：リチャード・ケイ、五藤宏、ジェフ・ベンジャミン、高橋裕二、リッチ・ロビンソン
- プロデュース：赤川良二、アラン・ベッカー
- ディレクター：アラン・スミシー
- デザイン：ステ&ジョン・ピックフォード
- コード：ジョン・ピックフォード
- グラフィック：ステ・ピックフォード
- 追加コード：マイケル・ウェブ、ケヴィン・エドワーズ、スティーブン・ラディ
- 追加グラフィック：マーティン・ホーランド、ニール・サットン
- 音楽：ティム・フォリン、ジェフ・フォリン
- チーフ・ゲーム・テスター：アーサー・バッグナル
- スペシャル・サンクス：やましきつよし

## 評価
ゲーム誌『ファミコン通信』の「クロスレビュー」では、8・7・7・7の合計29点（満40点）、『ファミリーコンピュータMagazine』の読者投票による「ゲーム通信簿」での評価は以下の通りとなっており、18.9点（満30点）となっている。
| 項目 | キャラクタ | 音楽 | お買得度 | 操作性 | 熱中度 | オリジナリティ | 総合 |
| 得点 | 3.1        | 3.1  | 2.9      | 3.2    | 3.3    | 3.4            | 18.9 |

## 備考
- タイトルロゴでは「SolsticE」と、先頭のSだけでなく末尾のEも大文字になっている（これは前作も同様）。また小学館より刊行された攻略本の中では「ソルスティス2」と「2」がアラビア数字で表記されている。
- 他のゲームと比べて音量が小さく、プレイの際にはテレビの音量を他のゲーム以上に大きめにする必要がある。またダンジョン内のBGMにおいて音が完全に途切れる部分があるなど、全体的にかなり静かなゲームであるといえる。